# Olympisches Fußballturnier 1972/Sudan
Dieser Artikel behandelt die Sudanesische Fußballolympiaauswahl während der Olympischen Sommerspiele 1972.

## Olympia-Qualifikation
Nach einem Sieg und einem Unentschieden gegen Uganda in der 1. Runde zog der Sudan in die entscheidende 2. Runde ein. Dort setzte man sich gegen Äthiopien sowie Madagaskar durch und qualifizierte sich für die Olympischen Sommerspiele 1972 in München.

### 1. Runde
| Datum         |        | Ergebnis |        | Ort     |
| ------------- | ------ | -------- | ------ | ------- |
| 4. Juni 1971  | Sudan  | 4:0      | Uganda | Khartum |
| 19. Juni 1971 | Uganda | 1:1      | Sudan  | Kampala |
| Gesamt:       | Sudan  | 5:1      | Uganda |         |

### 2. Runde
Abschlusstabelle
| Pl. | Land       | Sp. | S | U | N | Tore    | Diff. | Punkte |
| --- | ---------- | --- | - | - | - | ------- | ----- | ------ |
| 1.  | Sudan      | 4   | 3 | 1 | 0 | 008:200 | +6    | 07:10  |
| 2.  | Äthiopien  | 4   | 2 | 1 | 1 | 007:600 | +1    | 05:30  |
| 3.  | Madagaskar | 4   | 0 | 0 | 4 | 003:100 | −7    | 0:80   |

Spielergebnisse
| 30. April 1972 |  | Äthiopien | – | Sudan      | 2:2 |
| 7. Mai 1972    |  | Sudan     | – | Madagaskar | 3:0 |

Qualifiziert für die nächste Kontinentale Runde Qualifiziert für die Olympischen Spiele 1972

## Olympia-Endrunde

### Kader
| Nr.        | Spieler                | Verein vor Olympia-Beginn | Geburtsdatum | Olympia 1972 Spiele / Tore | Olympia 1972 Spiele / Tore | Gelbe Karten | Rote Karten |
| Torhüter   | Torhüter               | Torhüter                  | Torhüter     | Torhüter                   | Torhüter                   | Torhüter     | Torhüter    |
| ---------- | ---------------------- | ------------------------- | ------------ | -------------------------- | -------------------------- | ------------ | ----------- |
| 01         | Abdel Gadir El Nur     | Burri SC                  | ___.__.1947  | –                          | –                          | -            | -           |
| 19         | Mohamed Ali Abdelfatah | al-Hilal Khartum          | ___.__.1949  | 3                          | –                          | -            | -           |
| Abwehr     |                        |                           |              |                            |                            |              |             |
| 02         | Mohamed Elsir Abdalla  | al-Merrikh Khartum        | __.__.1949   | 2                          | –                          | -            | -           |
| 03         | Awad Nasr Musa         | al-Hilal Khartum          | __.__.1946   | –                          | –                          | -            | -           |
| 04         | Salim Mamoud Said      | al-Tahrir                 | __.__.1947   | 3                          | –                          | 1            | -           |
| 05         | Abdel Gadir Mohamed    | al-Merrikh Khartum        | __.__.1949   | –                          | –                          | -            | -           |
| 06         | Hassan Nagmeldin       | al-Ahli Khartum           | __.__.1953   | 3                          | –                          | 1            | -           |
| 15         | Suliman Gafar Mohamed  | al-Ittihad SC             | __.__.1947   | 3                          | –                          | -            | -           |
| Mittelfeld |                        |                           |              |                            |                            |              |             |
| 07         | Ahmed Mohamed Elbashir | al-Ahli Wad Madani        | __.__.1949   | 1                          | –                          | -            | -           |
| 08         | Bushara Abdeladief     | al-Merrikh Khartum        | __.__.1947   | 3                          | –                          | -            | -           |
| 09         | Ahmed Bushra Wahba     | al-Merrikh Khartum        | __.__.1943   | 3                          | –                          | -            | -           |
| 13         | Osman El Fadel         | al-Merrikh Khartum        | __.__.1950   | –                          | –                          | -            | -           |
| 17         | Mohamed Sharafeldin    | al-Ahli Khartum           | __.__.1938   | 2                          | –                          | -            | -           |
| Angriff    |                        |                           |              |                            |                            |              |             |
| 10         | Gaksa Nasreldin Abas   | al-Hilal Khartum          | 13.08.1944   | 3                          | 1                          | -            | -           |
| 11         | Omer Ali Hasabelrasoul | Burri SC                  | __.__.1945   | 1                          | –                          | -            | -           |
| 12         | Osman Izzeldin         | al-Merrikh Khartum        |              | –                          | –                          | -            | -           |
| 14         | Elmannan Mohsin Atta   | al-Tahrir                 | __.__.1948   | 3                          | –                          | -            | -           |
| 16         | Adam Mohamed Izzeldin  | al-Hilal Khartum          | __.__.1949   | 3                          | –                          | 1            | -           |
| 18         | Ahmed Abdo Mustafa     | al-Hilal Khartum          | __.__.1946   | 3                          | –                          | -            | -           |
| Trainer    |                        |                           |              |                            |                            |              |             |
|            | Abbel Fatah            |                           |              |                            |                            |              |             |

### Spiele
Durch drei Niederlagen in der Vorrunde gegen Mexiko, der Sowjetunion und Birma schied der Sudan als Tabellenletzter aus dem Turnier aus.

#### Vorrunde (Gruppe 2)
| Pl. | Land        | Sp. | S | U | N | Tore    | Diff. | Punkte |
| --- | ----------- | --- | - | - | - | ------- | ----- | ------ |
| 1.  | Sowjetunion | 3   | 3 | 0 | 0 | 007:200 | +5    | 06:0   |
| 2.  | Mexiko      | 3   | 2 | 0 | 1 | 003:400 | −1    | 04:20  |
| 3.  | Birma       | 3   | 1 | 0 | 2 | 002:200 | ±0    | 02:40  |
| 4.  | Sudan       | 3   | 0 | 0 | 3 | 001:500 | −4    | 0:60   |

|                                          |   |       |           |
| 28. August 1972 um 16:30 Uhr in Nürnberg |   |       |           |
| Mexiko                                   | – | Sudan | 1:0 (1:0) |
| 30. August 1972 um 17:30 Uhr in München  |   |       |           |
| Sowjetunion                              | – | Sudan | 2:1 (2:0) |
| 1. September 1972 um 16:30 Uhr in Passau |   |       |           |
| Birma                                    | – | Sudan | 2:0 (1:0) |